# Jaroslav Netušil

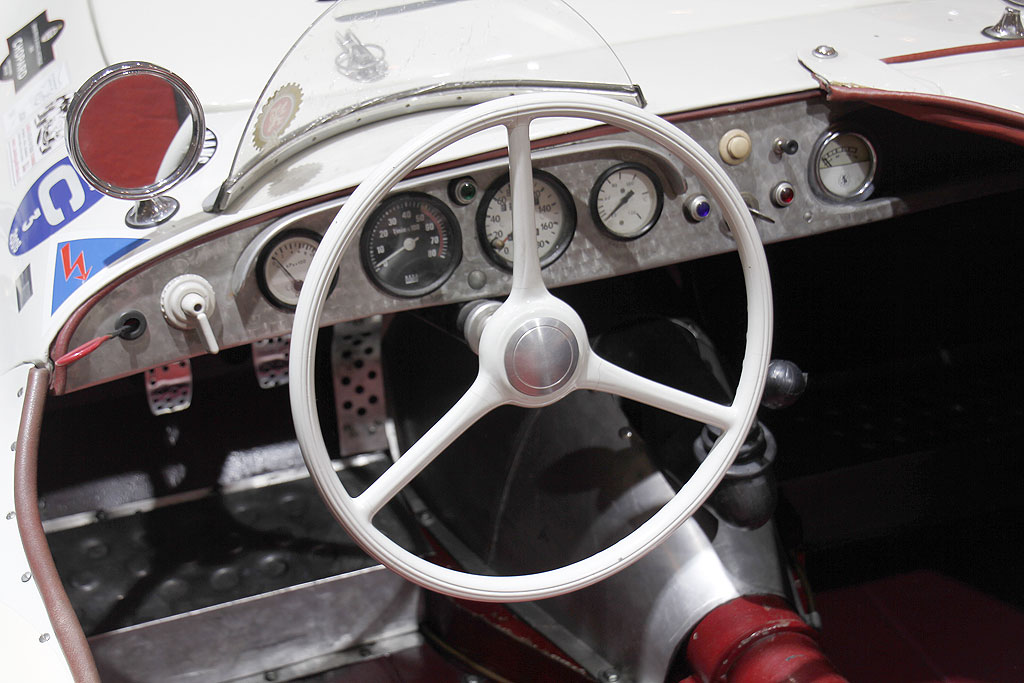
Cockpit des von Jaroslav Netušil beim 24-Stunden-Rennen von Le Mans 1950 gefahrene Škoda 1101 Sport

Jaroslav Netušil  (* 4. Februar 1912 in Mladá Boleslav, Bezirk Jungbunzlau, Königreich Böhmen; † 11. Oktober 1982 ebenda, Okres Mladá Boleslav, Tschechoslowakei) war ein tschechoslowakischer Autorennfahrer.

## Karriere als Rennfahrer
Jaroslav Netušil war 1950 der Teamkollege von Václav Bobek als Škoda Motorsport mit einem 1101 Sport am 24-Stunden-Rennen in Westfrankreich. Wie sein Teamkollege kam er in Mladá Boleslav zur Welt und arbeitete dort in Motorsportabteilung von Škoda Auto. Zwischen 1948 und 1958 fuhr er Autorennen in seinem Heimatland, in Polen und der DDR. Bei Rallyes war er der Stamm-Beifahrer von Bobek. Der Einsatz in Le Mans, wo das Duo nach einem Pleuelschaden vorzeitig ausfiel, blieb die einzige Rennteilnahme außerhalb Osteuropas.

## Statistik

### Le-Mans-Ergebnisse
| Jahr | Team     | Fahrzeug         | Teamkollege  | Platzierung | Ausfallgrund  |
| ---- | -------- | ---------------- | ------------ | ----------- | ------------- |
| 1950 | A.Z.N.P. | Škoda 1101 Sport | Václav Bobek | Ausfall     | Pleuelschaden |